# Sestropontius bullifer
Sestropontius bullifer is een eenoogkreeftjessoort uit de familie van de Artotrogidae. De wetenschappelijke naam van de soort is voor het eerst geldig gepubliceerd in 1899 door Giesbrecht.